# El Constituyente
El Constituyente fue un órgano literario publicado en Chile en 1828, a través del cual se comentaban, a través de artículos, los avances en la redacción de la Constitución Política de la República de Chile de 1828.

## Biografía
Fue fundado por José Joaquín de Mora, filósofo español que arribó a Chile en 1828, donde crearía además el Liceo de Chile y el Mercurio Chileno. A través de este periódico, Mora fue difundiendo las ideas germinales de lo que sería la Constitución Liberal de 1828, la cual buscaba acabar con la "anarquía legal" que imperaba en el país; siendo todo esto parte de un proceso político que llevó brevemente a una parte de la elite liberal chilena al poder.